# Mikolsk (obwód witebski)
Mikolsk – dawna leśniczówka. Tereny na których leżała znajdują się obecnie na Białorusi, w obwodzie witebskim, w rejonie postawskim, w sielsowiecie Woropajewo.
Inna używana nazwa – Mikolskie.

## Historia
W czasach zaborów w granicach Imperium Rosyjskiego.
W dwudziestoleciu międzywojennym leśniczówka leżała w Polsce, w województwie wileńskim, w powiecie duniłowickim (od 1926 postawskim), w gminie Łuczaj.
Według Powszechnego Spisu Ludności z 1921 roku zamieszkiwało tu 12 osób, wszystkie były wyznania rzymskokatolickiego i zadeklarowały polską przynależność narodową. Były tu 3 budynki mieszkalne. W 1931 w 1 domu zamieszkiwało 7 osób.
Miejscowość należała do parafii rzymskokatolickiej w Łuczaju. Podlegała pod Sąd Grodzki w Postawach i Okręgowy w Wilnie; właściwy urząd pocztowy mieścił się w m. Łuczaj.
W 1938 roku miejscowość należała do gromady Rudziewicze gminy Łuczaj.